# Kiss Me Girl
Kiss Me Girl – drugi studyjny album polskiego duetu DJ-skiego Kalwi & Remi. W przeciwieństwie do albumów Kalwi & Remi in the Mix Vol. 1, Kalwi & Remi and Friends Vol. 2, Electro i 4Play album posiada utwory i remixy tylko w wykonaniu muzyków (na wymienionych albumach znajdują się też utwory innych wykonawców). Jak dotąd w pełni autorskim albumem do czasu premiery Kiss Me Girl w dniu 19 kwietnia 2011 roku był album Always in Trance wydany w 2006 roku.
Album promowany jest przez single: ''The New Sound, Nie będę Julią (2008 r.), Lips, Stop (Fallin' Down), Find You (2009 r.), Kiss (2010 r.), Girls (2011 r.), oraz planowany You And I (On Ibiza).

## Lista utworów
Źródło.
1. Stop (Fallin' Down) (Video Edit)
2. Find You
3. Nie będę Julia  (featuring Wanda i Banda)
4. Walc a-moll  (vs Fryderyk Chopin)
5. Kiss
6. Still In Trance
7. Lips  (featuring Gosia Andrzejewicz)
8. The New Sound
9. Girls  (featuring Aleksandra Jabłonka & Mr. X)
10. You And I (On Ibiza)
11. Stop (Fallin' Down) (Radio Edit)
12. Konkurs
13. Agnieszka Chylińska – Nie mogę Cię zapomnieć (Kalwi & Remi Remix)
14. Feel – Jest już ciemno (Kalwi & Remi Remix)